# Emmanuel Callender
Emmanuel Callender (ur. 10 maja 1984 w Arouca) – trynidadzko-tobagijski lekkoatleta, sprinter, wicemistrz olimpijski z Pekinu i brązowy medalista olimpijski z Londynu w sztafecie 4 ×100 metrów.

## Sukcesy
| Rok  | Zawody                                   | Miasto         | Miejsce              | Konkurencja        | Czas    |
| ---- | ---------------------------------------- | -------------- | -------------------- | ------------------ | ------- |
| 2006 | Mistrzostwa NACAC                        | Santo Domingo  | 3. miejsce           | Sztafeta 4 × 100 m | 39,98   |
| 2007 | Mistrzostwa NACAC                        | San Salvador   | 5. miejsce           | Bieg na 200 m      | 20,93   |
| 2007 | Mistrzostwa NACAC                        | San Salvador   | 3. miejsce           | Sztafeta 4 × 100 m | 39,92   |
| 2007 | Igrzyska panamerykańskie                 | Rio de Janeiro | 5. miejsce           | Bieg na 200 m      | 21,03   |
| 2007 | Igrzyska panamerykańskie                 | Rio de Janeiro | 4. miejsce           | Sztafeta 4 × 100 m | 39,23   |
| 2008 | Mistrzostwa Ameryki Środkowej i Karaibów | Cali           | 1. miejsce           | Bieg na 200 m      | 20,69   |
| 2008 | Igrzyska olimpijskie                     | Pekin          | 2. miejsce           | Sztafeta 4 × 100 m | 38,06   |
| 2009 | Mistrzostwa Ameryki Środkowej i Karaibów | Hawana         | 1. miejsce           | Bieg na 100 m      | 10,08   |
| 2009 | Mistrzostwa Ameryki Środkowej i Karaibów | Hawana         | eliminacje           | Bieg na 200 m      | 21,10   |
| 2009 | Mistrzostwa Ameryki Środkowej i Karaibów | Hawana         | 1. miejsce           | Sztafeta 4 × 100 m | 38,73   |
| 2009 | Mistrzostwa świata                       | Berlin         | eliminacje           | Bieg na 100 m      | 10,27   |
| 2009 | Mistrzostwa świata                       | Berlin         | półfinał             | Bieg na 200 m      | 20,70   |
| 2009 | Mistrzostwa świata                       | Berlin         | 2. miejsce           | Sztafeta 4 × 100 m | 37,62   |
| 2010 | Igrzyska Ameryki Centralnej i Karaibów   | Mayagüez       | –                    | Bieg na 100 m      | DQ      |
| 2010 | Igrzyska Ameryki Centralnej i Karaibów   | Mayagüez       | 6. miejsce           | Bieg na 200 m      | 20,81   |
| 2010 | Igrzyska Ameryki Centralnej i Karaibów   | Mayagüez       | 1. miejsce           | Sztafeta 4 × 100 m | 38,24   |
| 2010 | Igrzyska Wspólnoty Narodów               | Nowe Delhi     | 4. miejsce           | Bieg na 100 m      | 10,25   |
| 2010 | Igrzyska Wspólnoty Narodów               | Nowe Delhi     | 7. miejsce           | Bieg na 200 m      | 21,12   |
| 2010 | Igrzyska Wspólnoty Narodów               | Nowe Delhi     | eliminacje           | Sztafeta 4 × 100 m | DQ      |
| 2011 | Mistrzostwa Ameryki Środkowej i Karaibów | Mayagüez       | 5. miejsce           | Bieg na 200 m      | 21,12   |
| 2011 | Mistrzostwa Ameryki Środkowej i Karaibów | Mayagüez       | 2. miejsce           | Sztafeta 4 × 100 m | 38,89   |
| 2011 | Mistrzostwa świata                       | Daegu          | eliminacje           | Bieg na 200 m      | 20,97   |
| 2011 | Igrzyska panamerykańskie                 | Guadalajara    | 3. miejsce           | Bieg na 100 m      | 10,16   |
| 2011 | Igrzyska panamerykańskie                 | Guadalajara    | eliminacje           | Sztafeta 4 × 100 m | DNF     |
| 2012 | Igrzyska olimpijskie                     | Londyn         | 3. miejsce           | Sztafeta 4 × 100 m | 38,12   |
| 2013 | Mistrzostwa Ameryki Środkowej i Karaibów | Morelia        | 3. miejsce           | Sztafeta 4 × 100 m | 39,26   |
| 2014 | Igrzyska Ameryki Środkowej i Karaibów    | Xalapa         | eliminacje           | Bieg na 100 m      | 10,46   |
| 2014 | Igrzyska Ameryki Środkowej i Karaibów    | Xalapa         | półfinał             | Bieg na 200 m      | DQ      |
| 2015 | Igrzyska panamerykańskie                 | Toronto        | 3. miejsce           | Sztafeta 4 × 100 m | 38,69   |
| 2015 | Mistrzostwa NACAC                        | San José       | półfinał             | Bieg na 100 m      | 10,25w  |
| 2015 | Mistrzostwa NACAC                        | San José       | 5. miejsce           | Sztafeta 4 × 100 m | 38,90   |
| 2016 | Igrzyska olimpijskie                     | Rio de Janeiro | –                    | Sztafeta 4 × 100 m | DQ      |
| 2017 | IAAF World Relays                        | Nassau         | 1. miejsce (Finał B) | Sztafeta 4 × 100 m | 39,04   |
| 2017 | IAAF World Relays                        | Nassau         | 4. miejsce           | Sztafeta 4 × 200 m | 1:21,39 |
| 2017 | IAAF World Relays                        | Nassau         | 7. miejsce           | Sztafeta 4 × 400 m | 3:25,49 |
| 2017 | Mistrzostwa świata                       | Londyn         | eliminacje           | Bieg na 100 m      | 10,25   |
| 2017 | Mistrzostwa świata                       | Londyn         | eliminacje           | Sztafeta 4 × 100 m | 38,61   |
| 2018 | Halowe mistrzostwa świata                | Birmingham     | eliminacje           | Bieg na 60 m       | 6,80    |
| 2018 | Igrzyska Wspólnoty Narodów               | Gold Coast     | półfinał             | Bieg na 100 m      | 10,54   |
| 2018 | Igrzyska Wspólnoty Narodów               | Gold Coast     | eliminacje           | Sztafeta 4 × 100 m | DQ      |

## Rekordy życiowe
- Bieg na 100 metrów – 10,05 (2009)
- Bieg na 200 metrów – 20,40 (2009)